# Holywell Hill
Holywell Hill är en kulle i republiken Irland, på gränsen till Storbritannien. Den ligger i den norra delen av landet, 200 km norr om huvudstaden Dublin. Toppen på Holywell Hill är 859 meter över havet.
Terrängen runt Holywell Hill är varierad. Holywell Hill är den högsta punkten i trakten. Runt Holywell Hill är det ganska tätbefolkat, med 111 invånare per kvadratkilometer. Närmaste större samhälle är Buncrana, 15,2 km norr om Holywell Hill. Trakten runt Holywell Hill består i huvudsak av gräsmarker.